# Monte Scanapà
Il Monte Scanapà è una montagna delle Prealpi Bergamasche alta 1669 m.

## Descrizione
Il monte Scanapà è situato a sud dell'imponente ed elevato Pizzo della Presolana, dal quale è diviso dal Passo della Presolana. Fa parte della catena del Monte Pora, che chiude a sud l'altopiano di Castione della Presolana in provincia di Bergamo. È avvolto da maestose ed antiche abetaie, solcate dalle piste da sci che sono meta invernale di numerosi sciatori.

## Turismo
Le piste dello Scanapà sono relativamente facili, per cui questa stazione è stata definita come «palestra dello sci». Gli impianti di risalita totali sono cinque, suddivisi in due seggiovie e tre skilift. Per il campo scuola, invece, è presente una manovia. Le piste (circa quindici chilometri in totale) sono divise in cinque rosse e quattro blu, più un itinerario sciistico (una via di mezzo tra una pista normale e un itinerario scialpinistico).
D'estate lo Scanapà è meta di numerosi escursionisti che, sia a piedi che in mountain bike, percorrono i numerosi sentieri posti tra i boschi. Il più importante è il Sentiero dei Carbonai, terminato nel 2005, si tratta di un periplo che, partendo dal Passo della Presolana, raggiunge il Monte Pora in località Col Vareno, e ritorna al Passo della Presolana attraversando i boschi di Lantana. Notevoli sono i punti di interesse paesaggistico che si possono incontrare lungo il percorso. Il Sentiero è percorribile in due ore e mezza a piedi, in un'ora in bicicletta. In cima al monte oltre alla vista notevole si trova un decollo per tutti gli amanti del parapendio.

## Salto degli sposi
È un punto incredibilmente panoramico, posto sulla costa orientale dello Scanapà che dà a strapiombo sulla Val di Scalve, dal quale si possono ammirare le montagne della dorsale orobica, fino alla Val Camonica.
Legata a questo posto è la storia di un musicista polacco, Massimiliano Prihoda che, affascinato dalla bellezza del luogo, venne a viverci assieme alla moglie, Anna Stareat, un'affermata pittrice. L'anno è il 1871 e la Presolana non era ancora una nota meta turistica. I due sposi, che avevano eletto il luogo del Salto come loro ispiratore per spartiti e quadri, in una notte tempestosa si gettarono dal dirupo. Non se ne conoscono le motivazioni, sta di fatto che i due corpi vennero ritrovati ancora abbracciati alla base del dirupo. Forse, avevano deciso di coronare per sempre il loro sogno d'amore. Da allora, in ricordo dei due, questo luogo venne definito Salto degli Sposi ed è meta, ancora oggi, di numerosi innamorati che gettano dal dirupo dei fiori come augurio per il loro amore.

## Altri progetti

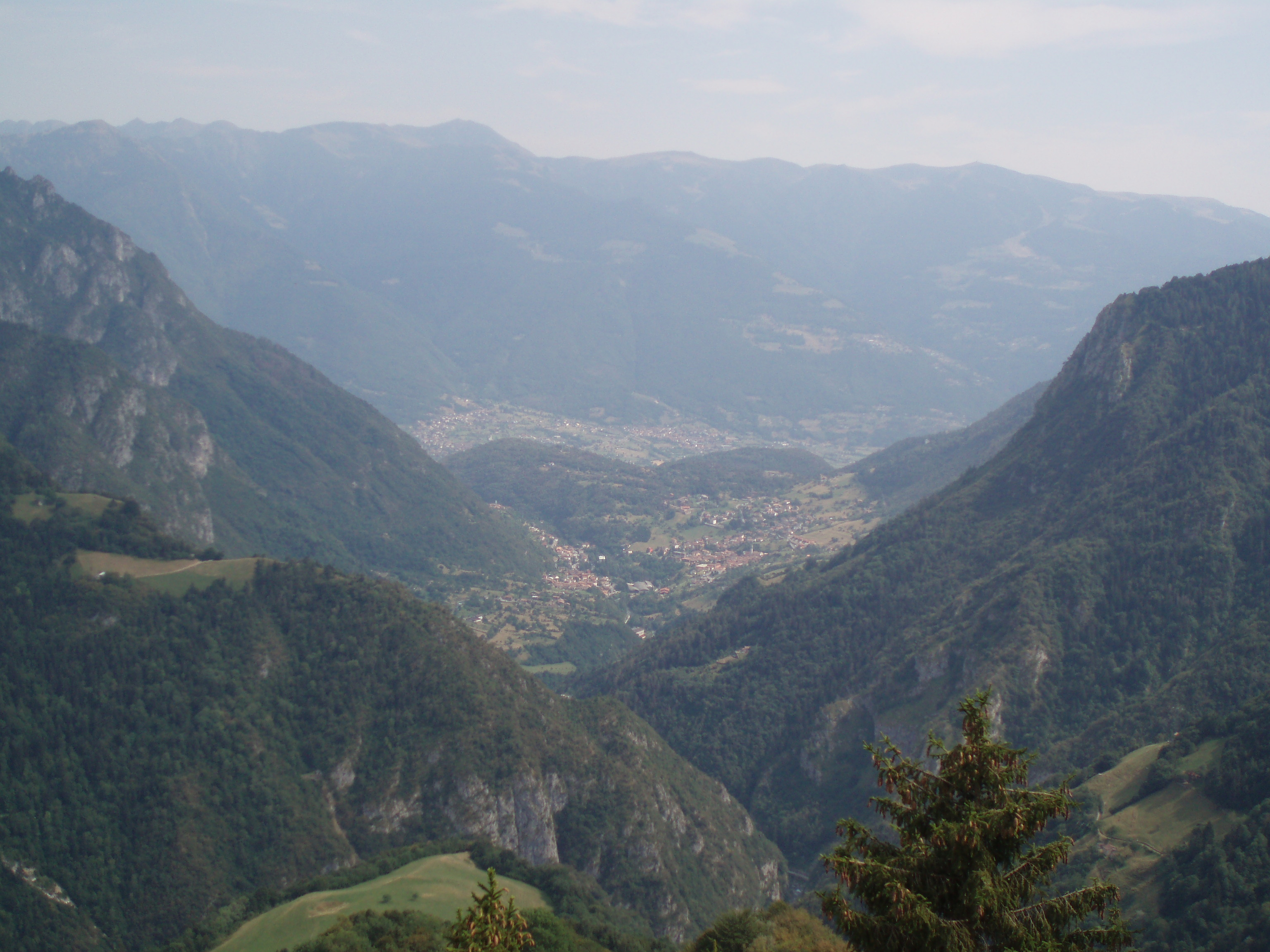
Vista dal Salto degli Sposi, la Val d'Angolo, la Val Camonica e, sullo sfondo, Montecampione